# Iwanau Dwarec
Iwanau Dwarec (biał. Іванаў Дварэц; ros. Иванов Дворец, Iwanow Dworec) – wieś na Białorusi, w obwodzie mohylewskim, w rejonie mohylewskim, w sielsowiecie Suchary.